# D20 System

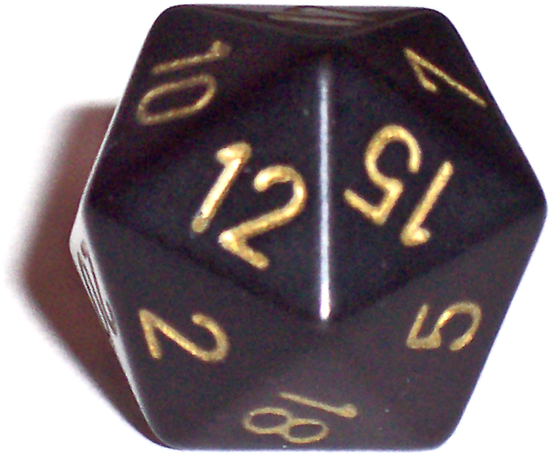
Le d20 ou dé à 20 faces, emblème du d20 System.

Le d20 system est un système de jeu de rôle publié en 2000 par Wizards of the Coast pour la troisième édition du jeu de rôle Dungeons & Dragons. Le nom du système provient du dé à vingt faces qui est le centre de plusieurs mécanismes du jeu, bien que d'autres dés polyédriques y soient également utilisés.
Une grande partie du d20 system est disponible en téléchargement libre dans le Document de référence du système (System Reference Document, SRD)  sous la licence ludique libre (Open Game License, OGL) qui permet aux éditeurs commerciaux et non commerciaux de publier des modifications ou des suppléments au système sans payer pour l'utilisation de la propriété intellectuelle associée au système, qui appartient à Wizards of the Coast.
L'impulsion initiale pour l'ouverture du système d20 est due aux aspects économiques de la production de jeux de rôle (RPG). Les suppléments de jeu subissaient une baisse de ventes bien plus importante au fil du temps que les livres de base nécessaires pour jouer au jeu. Ryan Dancey, responsable de la marque Donjons et Dragons à l'époque, a dirigé l'effort de licence de la nouvelle édition de Donjons et Dragons via la marque déposée d20 System, permettant à d'autres sociétés de soutenir le système d20 sous une identité de marque commune. Ceci est différent de la licence Open Game, qui permet simplement à toute partie de produire des œuvres composées ou dérivées du contenu Open Game désigné.
Pour les univers médiévaux fantastiques, le système est décrit dans le Manuel des joueurs de Dungeons & Dragons 3e éd, seul livre dans lequel il figure officiellement. Mongoose Publishing l'a édité de manière reformulée et plus compacte dans ses jeux, sous une gamme de jeux publiés avec le nom de gamme OGL System. Pour les univers contemporains et de science-fiction, le système est décrit dans le livre D20 Modern.

## Histoire

### Origine
Les trois principaux concepteurs du système d20 sont Jonathan Tweet, Monte Cook et Skip Williams ; de nombreux autres auteurs y ont contribué, notamment Richard Baker et Peter Adkison, alors président de Wizards of the Coast. Beaucoup attribuent à Tweet la majeure partie du mérite pour le mécanisme de résolution de base, citant des similitudes avec le système derrière son jeu Ars Magica. Tweet déclare cependant que « Les autres concepteurs avaient déjà une mécanique de base similaire à celle actuelle lorsque j'ai rejoint l'équipe de conception ».

### Développement
Ryan Dancey était convaincu que la force de Donjons & Dragons venait de sa communauté de joueurs plutôt que de son système de jeu, ce qui soutenait sa croyance en un axiome promu par Skaff Elias, connu sous le nom d'« effet Skaff », qui postulait que d'autres sociétés de jeux de rôle augmentaient le succès du leader du marché, qui était à l'époque Wizards of the Coast. Dancey a également émis l'hypothèse que la prolifération de nombreux systèmes de jeu affaiblissait en réalité l'industrie du jeu de rôle, et ces convictions ont conduit Dancey à l'idée de permettre à d'autres éditeurs de créer leurs propres suppléments Donjons & Dragons. Cela a mené à la publication de deux licences par Wizards of the Coast en 2000, avant la sortie de la 3e édition de Donjons et Dragons : l' Open Gaming License (OGL) qui a rendu la plupart des mécanismes de jeu de la 3e édition de D&D ouverts et disponibles en permanence à l'utilisation en tant que SRD, tandis que la licence de marque d20 permettait aux éditeurs d'utiliser la marque officielle « d20 » de leurs produits pour montrer la compatibilité avec ceux de Wizards of the Coast. Contrairement à l'OGL, la licence d20 a été écrite de manière à ce que Wizards puisse l'annuler à l'avenir.

### 2000-2003: l'essor dud20 system
L'industrie du jeu de rôles a d'abord connu un boom en raison de l'utilisation de la licence d20, de nombreuses sociétés publiant leurs propres suppléments d20. Certaines sociétés utilisent le système d20 pour tenter de stimuler les ventes de leurs systèmes propriétaires, comme Atlas Games et Chaosium, tandis que de nombreux autres éditeurs ont produit du contenu d20 en exclusivité, y compris des sociétés existantes telles que Alderac Entertainment, Fantasy Flight Games et White Wolf Publishing, ainsi que de nouvelles sociétés comme Goodman Games, Green Ronin, Mongoose Publishing et Troll Lord Games. Le succès de la licence d20 a contribué à créer une industrie de publication PDF pour les jeux de rôle afin de répondre à la demande de produits d20, où la livraison électronique offrait aux joueurs une méthode très rapide et peu coûteuse pour distribuer du contenu.
Wizards of the Coast a également commencé à utiliser son système d20 au-delà des seuls jeux fantastiques, notamment son propre jeu de rôle Star Wars (2000) et le jeu de rôle moderne d20 (2002). Wizards a développé l'un des paramètres de d20 Modern dans le livre source complet Urban Arcana Campaign Setting (2003), et a étendu le d20 à la science-fiction avec d20 Future (2004) et aux paramètres historiques avec d20 Past (2005), puis a terminé sa ligne d20 en 2006 avec le paramètre de campagne classique Dark•Matter. Les éditeurs tiers ont utilisé ces livres de genre d20 pour baser leurs propres paramètres de campagne, comme White Wolf utilisant les règles d20 Modern pour publier une version sous licence de Gamma World (2006) et certains suppléments.

### À partir de 2003: édition 3.5 et crise dud20 system
En réponse au Livre de Fantasy Érotique sexuellement explicite (2003) annoncé par Valar Project pour Donjons & Dragons, Wizards of the Coast a modifié la licence d20 afin que les publications soient tenues de respecter les « normes de décence de la communauté », incitant Valar à simplement supprimer les références directes à Donjons & Dragons et à publier le livre sous l'OGL. Cet événement, en soulignant que Wizards of the Coast détenait toujours un large pouvoir discrétionnaire sur ce qui comptait comme du contenu d20 légitime, a rendu les auteurs de jeux tiers méfiants à l'idée de publier sous la licence d20.
Wizards of the Coast publie une version mise à jour de Donjons et Dragons, édition 3.5, lors de la Gen Con 36 en août 2003. Les éditeurs tiers n'ont reçu que peu d'avertissement concernant la mise à jour et de nombreuses entreprises se sont donc retrouvées avec des livres obsolètes avant même d'atteindre leur public. Wizards n'a mis à disposition aucune mise à jour 3.5 pour la marque d20. Entre ces deux crises, de nombreux éditeurs de d20 ont fait faillite ou ont quitté le secteur, mais la plupart de ceux qui sont restés ont totalement abandonné la marque d20 au profit de la publication sous l'OGL. Les éditeurs ont réalisé qu'ils pouvaient publier des jeux d20 avec succès sans dépendre des livres de base de Wizards of the Coast, et les éditeurs ont même commencé à créer des jeux basés sur OGL qui étaient des concurrents directs de D&D.

## Mécanique

### Généralités
Le d20 system est un système dérivé de Dungeons & Dragons 3 (sorti en 2000), il est donc évidemment inspiré des éditions précédentes. Il garde en particulier :
- la définition du personnage par son peuple (improprement appelé race, il s'agit d'un anglicisme dans cette acception), sa classe de personnage et ses six caractéristiques classiques (Force, Dextérité, Constitution, Intelligence, Sagesse et Charisme) ;
- les notions de points d'expérience, de niveau et de dés de vie.

Les éditions précédentes utilisaient plusieurs systèmes de résolution selon le type d'action ; le d20 system a unifié ceci. Le système de résolution de base reprend en fait le système utilisé en combat — faire plus qu'une valeur (TAC0, capacité à « toucher une armure de classe 0 », diminué de la classe d'armure, CA) en additionnant 1d20 à un modificateur (bonus de force et éventuellement bonus lié à l'arme)
jet de combat dans (A)D&D 1 et 2 : réussite si
1d20 + bonus de force + bonus de l'arme ≥ TAC0 - CA ;
cette démarche est étendue à quasiment tous les cas, y compris les jets de sauvegarde :
jet de résolution dans d20 system : réussite si
1d20 + bonus de caractéristique (+ bonus de compétence) ≥ degré de difficulté (DD ou DC pour Difficulty Class).
La gestion des classes et des compétences — monter de niveau permet d'acheter des rangs compétences dont le coût dépend de la classe — reprend le système de Rolemaster (1980). Ainsi, les compétences que peut posséder un personnage ne sont plus bridées par sa classe.
Par ailleurs, aux capacités spéciales de classe que les personnages acquièrent en montant de niveau s'ajoutent des talents que le joueur choisit, tous les trois niveaux.
Le système a été révisé en 2003 pour corriger quelques erreurs, préciser des points de règle, rééquilibrer le jeu et intégrer des remarques de joueurs. Cette édition est nommée 3.5.

### Caractéristiques
Les caractéristiques sont au nombre de six : force, dextérité, constitution, intelligence, sagesse et charisme. Leur score va de 3 à 18.
À partir de chaque caractéristique, on détermine un modificateur (bonus ou malus). Ce modificateur est déterminé de la même manière pour toutes les caractéristiques. Il intervient dans les jets de résolution.

### Classe de personnage et niveau
La classe de personnage représente l'activité principale du personnage, sa formation initiale, son métier, ses possibilités d'avoir accès à des pouvoirs particuliers comme la magie ou les pouvoirs psychiques.
Les aventures que vit le personnage lui permettent d'accumuler de l'expérience, de la puissance; en termes de jeu, il gagne des points d'expérience. Lorsque le nombre de points d'expérience atteint un certain seuil, le personnage franchit une étape dans sa progression qui lui permet de se développer, d'améliorer son savoir-faire, d'augmenter sa puissance ; en termes de jeu, ceci est mesuré par le niveau. Un personnage débutant est de niveau 1 ; les personnages les plus puissants peuvent espérer atteindre le niveau 20. Il n'existe qu'une poignée de personnages de niveau 20 dans un monde : ce sont de puissants seigneurs, rois, grand magiciens ou prêtres, spécialistes mondiaux.
Le fait de monter d'un niveau permet au personnages :
- d'augmenter ses points de vie (voir ci-dessous Santé et dommages);
- d'augmenter ses compétences (voir ci-dessous Résolution des actions);
- d'acquérir des talents;
- pour les personnages possédant des pouvoirs psychiques, d'en acquérir de nouveaux ou d'augmenter leur puissance;
- pour les personnages lançant des sorts, d'apprendre de nouveaux sorts et d'augmenter leur puissance;
- pour les serviteurs des dieux, d'avoir accès à de nouveaux sorts et d'augmenter leur puissance.

Le personnage peut changer de classe à chaque niveau (multiclassage). On distingue alors le niveau de chaque classe, qui représente l'expérience accumulée dans chaque domaine, du niveau du personnage, qui représente sa puissance globale (c'est la somme des niveaux cumulés pour chaque classe). Certaines règles font référence au niveau du personnage, alors que d'autres font référence au niveau d'une classe donnée.

### Santé et dommages

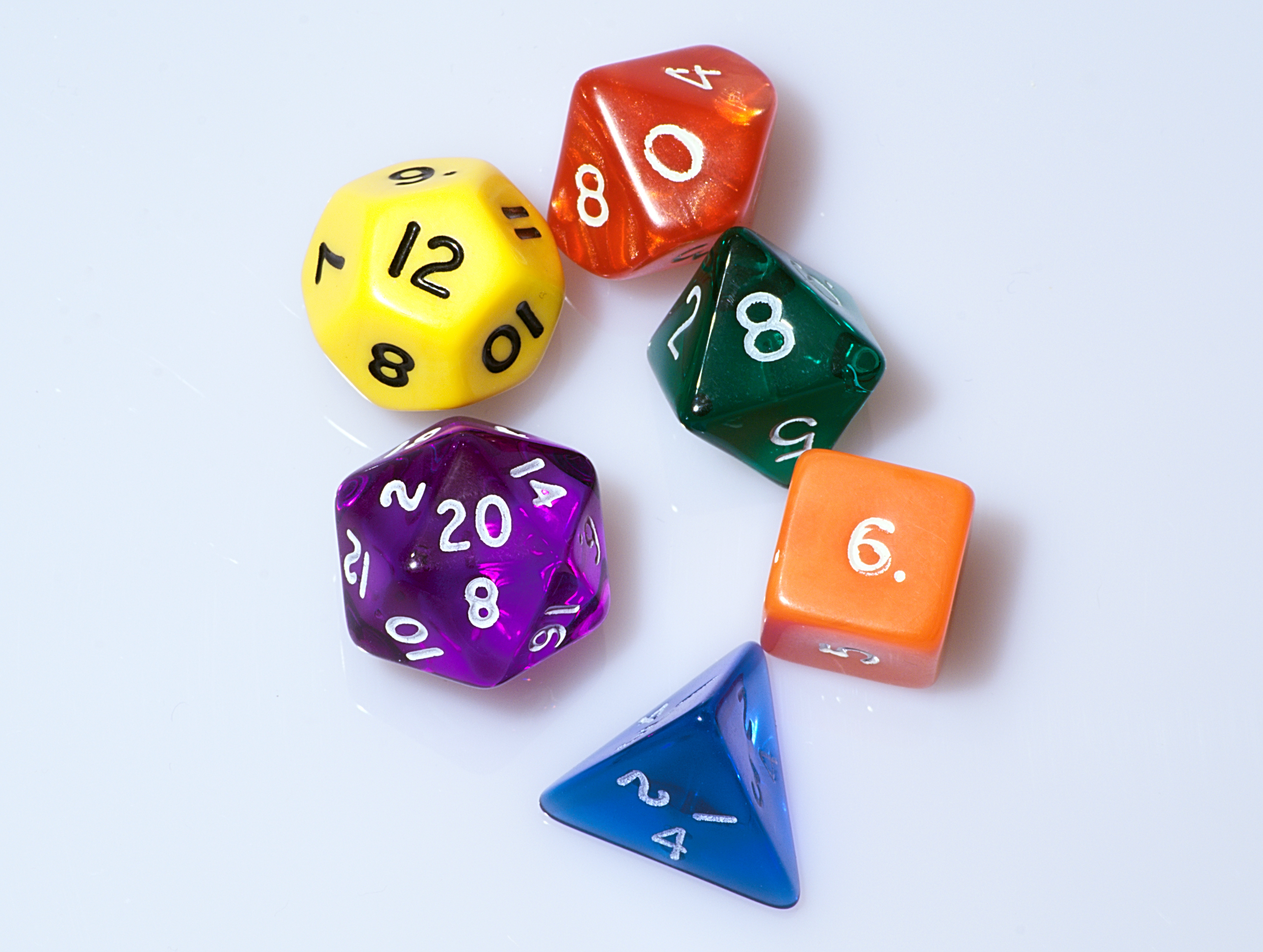
Dés polyédriques utilisés dans le d20 system

L'état de santé d'un personnage est représenté par la caractéristique points de vie (hit points). Les points de vie évoluent avec le niveau du personnage : à chaque passage de niveau, le joueur jette un dé (qui varie selon la classe du personnage) et ajoute la valeur de ce dé aux points de vie.
Lorsqu'un personnage subit des dégâts mortels (lethal damages), il déduit ces dégâts de ses points points de vie. S'il subit des dégâts temporaires (réversibles, non-mortels, non-lethal damages), ces points sont cumulés. On a alors quatre cas de figure :
- points de vie > dégâts temporaires cumulés : le personnage agit normalement ;
- dégâts temporaires cumulés ≥ points de vie ≥ 0 — ou — points de vie = 0 : le personnage est sonné et est limité en action (notamment, il n'a plus qu'une action par tour au lieu de deux) ; les dommages non-mortels deviennent des dommages mortels ;
- 0 > points de vie > -10 : le personnage est mourant, il est inconscient et perd un point de vie par tour sauf s'il réussit un jet de vigueur (voir plus bas) ;
- points de vie ≤ -10 : le personnage est mort.

Les points de dégât temporaires régressent à raison de un par niveau par heure de repos. Les points de vie perdus remontent par guérison, soit guérison naturelle spontanée (un par jour sans soin si les points de vie sont positifs), soit par des soins magiques ou médicaux.
Si le personnage est mourant et qu'il réussit son jet de vigueur (voir ci-après), il peut se stabiliser (l'hémorragie de points de vie s'arrête) et commencer à guérir.

### Résolution des actions
Lorsque le résultat d'une action est aléatoire, le meneur de jeu lui attribue un degré de difficulté DD (difficulty class, DC), qui va de 0 (élémentaire) à 40 (surhumain), 10 étant une difficulté moyenne. L'action réussit si
1d20 + rang de compétence + modificateurs ≥ DD
parmi les modificateurs, on dénombre le modificateur de caractéristique (un bonus ou malus donné par la caractéristique), l'encombrement, des conditions favorables ou défavorables, l'aide d'un tiers...
Lorsque deux personnages s'opposent, chacun fait un jet, ajoute ses modificateurs, et c'est le résultat le plus élevé qui l'emporte.
Ce principe se décline dans tout le jeu, et en particulier en ce qui concerne la résistance passive ou instinctive aux agressions et les combats.
Lorsque le personnage subit une agression physique ou mentale, il fait un jet de sauvegarde (save) pour savoir comment son corps ou son esprit résiste. 
Il s'agit tout simplement d'un jet
1d20 + bonus de résistance ≥ DD
la difficulté (DD) dépendant de l'agression. Le personnage a trois bonus de résistance selon le type de l'agression :
- vigueur (fortitude) : résister aux maladies, aux poisons, aux chocs traumatiques ;
- réflexes : esquiver l'attaque par instinct ;
- volonté (will) : résister mentalement.

### Gestion des combats
Chaque personnage dispose d'une classe d'armure (CA). Plus elle est élevée, plus il est difficile à toucher.
CA = 10 + bonus d'armure + bonus de bouclier + modificateur de Dextérité + modificateur de taille
Des bonus d'altération, de parade, d'armure naturelle, d'intuition ou d'esquive peuvent se rajouter. 
À chaque fois qu'un personnage porte un coup, que ce soit avec une arme de contact, une attaque au corps à corps, une arme de jet, une arme à feu, ou un sortilège visant une cible précise, il effectue un jet d'attaque. 
Corps à corps : d20 + Bonus de base à l’attaque + modificateur de Force + modificateur de taille + bonus divers
Arme à distance : d20 + Bonus de base à l’attaque + modificateur de Dextérité + modificateur de taille + malus de portée + bonus divers
Il touche si : 
Jet d'attaque ≥ CA de la cible

## D20 Modern
Note : le système n'a pas été traduit de l'anglais, les traductions proposées ne sont donc là que pour expliciter les concepts et peuvent différer d'une traduction officielle à venir.
Le système de d20 Modern est très similaire au d20 System. Les grandes différences sont le matériel, l'environnement (technologie moderne, univers industrialisé), et les classes de personnages : il n'existe que six classes
- le fort (strong hero) ;
- l'astucieux (smart hero) ;
- le charismatique (charismatic hero) ;
- le rapide (fast hero) ;
- le résistant (tough hero) ;
- le dévoué (dedicated hero) ;

le personnage possède également une activité (profession, occupation...), qui donne accès à des compétences à moindre coût. Certaines classes de prestige permettent, si la campagne l'autorise, d'avoir accès à des sorts de magie ou à des pouvoirs psychiques.

## Systèmes dérivés
Le d20 system étant sous licence libre, un certain nombre d'éditeurs a créé des systèmes dérivés. Ces systèmes sont autonomes, dans le sens où ils ne nécessitent pas de posséder les ouvrages de Dungeons & Dragons 3.x ou d20 modern. Ils reprennent les grandes lignes du d20 system, mais introduisent des nuances, en général la simplification de certains points et l'introduction de nouvelles règles. Ils sont publiés sous licence OGL, mais ne sont pas estampillés d20 system.
Parmi ces systèmes, citons :
- Chroniques oubliées (Black Book Éditions), initialement un système d'initiation, repris dans Casus Belli en 2012 ;
- dK system (Éditions John Doe) et dK2, sa version 2 ;
- Gamme OGL System (Mongoose Publishing), et les jeux associés : Loup Solitaire (Le Grimoire), Conan, le jeu de rôle, Wars ;
- le système Mastercraft (Crafty Games), et les jeux associés (Spycraft, Fantasy Craft) ;
- Mutants & Masterminds (Green Ronin Publishing) ;
- Pathfinder (Paizo Publishing/Black Book Éditions), populaire dans la communauté de joueurs de Dungeons & Dragons n'ayant pas voulu passer à la version 4 ;
- 13e Âge : jeu créé par Jonathan Tweet (développeur de D&D3) et Rob Heinsoo (en) (développeur de D&D4), et présenté comme le système que voudraient lesdits auteurs avec le recul ;
- Dungeon World est un jeu powered by the Apocalypse, mais reprenant quelques éléments du d20 system (en particulier les caractéristiques).

## Marque déposée
Étant donné que Donjons & Dragons est le jeu de rôle le plus populaire au monde,, de nombreux éditeurs tiers des années 2000 produisent des produits conçus pour être compatibles avec ce jeu et son cousin, d20 Modern. Wizards of the Coast décide donc de fournir une licence distincte, sous le nom de licence de marque du système d20 (d20STL pour d20 System Trademark License), permettant aux éditeurs d'utiliser certains de ses termes de marque et un logo distinctif pour aider les consommateurs à identifier ces produits.
La d20STL exigeait des éditeurs qu'ils excluent les règles de création et d'avancement des personnages, appliquent certains avis et adhèrent à une politique de contenu acceptable. Les produits D20STL devaient également indiquer clairement qu'ils nécessitaient les livres de base de Wizards of the Coast pour être utilisés. Tous les produits d20STL devaient également utiliser l'OGL pour utiliser le contenu ouvert du système d20. Cependant, les produits qui utilisent uniquement l'OGL ne sont pas liés par ces restrictions ; ainsi, les éditeurs ont pu utiliser l'OGL sans utiliser le d20STL, et en incluant leurs propres règles de création et d'amélioration de personnages, leur permettre de fonctionner comme des jeux complètement autonomes.
Avec la sortie de la 4e édition de Dungeons & Dragons en 2008, Wizards of the Coast a révoqué la d20STL originale, la remplaçant par une nouvelle licence spécifiquement pour Donjons et Dragons, connue sous le nom de Game System License. Les termes de cette licence sont similaires à ceux de la d20STL, mais il n'y a plus d'OGL ou de contenu ouvert associé, et la 4e édition du SRD répertorie simplement les éléments et les termes qui peuvent être utilisés dans les produits sous licence. Cela n'a pas affecté la position juridique de l'OGL, et les produits basés sur le SRD peuvent toujours être commercialisés sous l'OGL seul.

## Controverse
Lorsque la société de jeux vidéo Valar Project a tenté de publier le d20 Book of Erotic Fantasy ( BoEF ), axé sur le contenu sexuel, Wizards of the Coast a modifié la licence de marque du système d20 avant la publication du BoEF en ajoutant une disposition relative aux « standards de qualité » obligeant les éditeurs à se conformer aux « normes de décence de la communauté ». Cela a par la suite empêché la publication du livre sous la licence d20STL. Wizards of the Coast a déclaré que cela avait été fait pour protéger sa marque déposée d20 System. Le Livre de la Fantaisie Érotique a ensuite été publié sans la marque déposée d20 System sous l'OGL. D'autres livres publiés ultérieurement dans des circonstances similaires incluent Nuisances de Skirmisher Publishing, qui inclut sur sa couverture la clause de non-responsabilité « Avertissement : destiné uniquement aux lecteurs avertis ».
La même série de modifications apportées à la licence a également limité la taille à laquelle le texte « Nécessite l'utilisation du Manuel du joueur de Dungeons & Dragons, troisième édition, publié par Wizards of the Coast » (qui doit apparaître sur la couverture avant ou arrière de la plupart des produits du système fantasy d20) pouvait être imprimé, et a interdit d'en rendre une partie plus grande que le reste.